# Gílson Nunes
Gílson Siqueira Nunes, meglio noto come Gílson Nunes (Rio de Janeiro, 12 giugno 1946), è un allenatore di calcio ed ex calciatore brasiliano che ha guidato la Nazionale di calcio del Brasile Under-20 al campionato mondiale di calcio Under-20 1985 e 1987.

## Carriera

### Club
Giocò come ala sinistra, giocando soprattutto per Vasco da Gama e Fluminense negli anni sessanta e settanta. Ritiratosi a 32 anni, ha intrapreso subito la carriera di tecnico.

### Allenatore
Nunes iniziò come assistente al Vasco da Gama dal 1979 al 1981. Come allenatore principale fece la sua prima esperienza all'Al-Wasl, squadra degli Emirati Arabi Uniti, dal 1981 all'1983 e dal 1989 al 1990.
Nel 1983 Nunes assunse l'incarico di commissario tecnico della Nazionale di calcio del Brasile per i IX Giochi panamericani, vincendo 2 partite e pareggiandone una. Dal 1985 al 1987 guidò il Brasile under 20; nel 1989 invece fu assistente di Sebastião Lazaroni, allora commissario tecnico della Nazionale maggiore.

## Palmarès

### Competizioni nazionali
- Campionato emiratino: 1

Al-Wasl: 1981-1982
- Torneo Rio-San Paolo: 1

Botafogo: 1998

### Nazionale
- Campionato mondiale Under-20: 1

URSS 1985